# 徳下駅
徳下駅（トカえき）は、大韓民国蔚山広域市蔚州郡にある韓国鉄道公社東海線の駅。当駅には電鉄線の電車のみが停車する。

## 歴史
- 1935年12月16日 - 開業。
- 2016年12月30日 - 東海南部線が東海線に編入。[1]
- 2021年12月28日 - 東海電鉄線が日光駅 - 太和江駅間で延伸開業[2]。この日をもって当駅へのムグンファ号の停車がなくなる。

## 隣の駅
韓国鉄道公社
●東海電鉄線(広域電鉄)
望陽駅 - 徳下駅 - 開雲浦駅